# Джиммі Кіммел
Джеймс Крі́стіан «Джиммі» Кі́ммел (англ. James Christian "Jimmy" Kimmel, нар. 13 листопада 1967 року, Нью-Йорк, США) — американський комік, ведучий популярних комічних шоу на телебаченні, актор, продюсер. Лауреат премії Еммі.

## Біографія
Джиммі Кіммел народився у районі Бруклін, Нью-Йорк, його родина має німецьке, ірландське та італійське коріння. Коли Джиммі виповнилося 9 років, сім'я переїхала до Лас-Вегасу, штат Невада. Після закінчення середньої школи він вступив до Університету штату Невада, де провчився один рік. Пізніше продовжив навчання в Університеті штату Аризона протягом двох років, але не закінчив його. Саме в університеті, у 21 рік, вперше почав виступати на студентському радіо.
Певний час виступав із комічними шоу на радіо, вперше з'явився на телебаченні у 1977 році у рамках програми Comedy Central. За телевізійну роботу удостоювався премії «Еммі» у 1999 році. Разом із друзями заснував власну програму «Чоловіче шоу» (англ. The Man Show), яке було популярним серед глядачів. Після виступів у різних телевізійних шоу Джиммі запропонували вести власну програму на телекомпанії ABC. "Шоу Джиммі Кіммела" (англ. Jimmy Kimmel Live!) вперше вийшло в ефір 26 січня 2003 року.
Джиммі Кіммел одружився із довгорічною подругою Джиною у червні 1988 року. У шлюбі народилися дочка Кеті і син Кевін. 2002 року Джиммі і Джина розійшлися. До літа 2009 року Кіммел був у стосунках із коміком Сарою Сільверман, але пара розійшлася. У серпні 2012 року Джиммі Кіммел заявив про заручення із Моллі Макнірні, яка була одним із письменників на його шоу.
У січні 2013 року Джиммі Кіммел був удостоєний зірки на Голлівудській алеї слави.

## Фільмографія
| Рік  |   | Українська назва                                     | Оригінальна назва                                    | Роль |
| ---- | - | ---------------------------------------------------- | ---------------------------------------------------- | ---- |
| 2004 | ф | Гарфілд                                              | Garfield: The Movie                                  |      |
| 2006 | ф | Danny Roane: First Time Director                     | Danny Roane: First Time Director                     |      |
| 2008 | ф | Хеллбой 2: Золота армія                              | Hellboy II: The Golden Army                          |      |
| 2011 | ф | POM Wonderful Presents: The Greatest Movie Ever Sold | POM Wonderful Presents: The Greatest Movie Ever Sold |      |
| 2015 | ф | Третій зайвий 2                                      | Ted 2                                                |      |
| 2015 | ф | Ідеальний голос 2                                    | Pitch Perfect 2                                      |      |